# Pipirig (gmina)
Pipirig – gmina w Rumunii, w okręgu Neamț. Obejmuje miejscowości Boboiești, Dolhești, Leghin, Pâțâligeni, Pipirig, Pluton i Stânca. W 2011 roku liczyła 8372 mieszkańców.